# Waldemar Domański
Waldemar Domański (ur. 1959 w Krakowie) – polski działacz kulturalny i społeczny, dziennikarz, założyciel i dyrektor Biblioteki Polskiej Piosenki (od 2007), pomysłodawca i organizator wydarzeń społeczno-kulturalnych, m.in. Lekcji Śpiewania.
W latach 2002–2011 prowadził w Radio Kraków audycje Biblioteka Polskiej Piosenki oraz Poranne Gadki. Realizował w TVP Katowice promujący polską piosenkę program Gdzie ja to słyszałem?.
Wykładowca Podyplomowego Studium Retoryki na Wydziale Polonistyki Uniwersytetu Jagiellońskiego.
W latach 2011–2018 Radny Dzielnicy X Krakowa oraz przewodniczący Komisji Kultury. W latach 2023–2025 członek zarządu Stowarzyszenia na rzecz Chłopców i Mężczyzn.

## Akcje społeczne
W 2012 zainicjował akcję usynowienia pieśni Góralu, czy ci nie żal?.
W 2015 zainicjował nieformalną akcję Narodowy Bar Mleczny sprzeciwiającą się ograniczeniu listy produktów, które można stosować w barach mlecznych, bez obaw o utratę dofinansowania. Akcja zakończyła się zmianą rozporządzenia i spotkaniem z ówczesnym ministrem finansów.
Pomysłodawca i organizator akcji polegającej na budowaniu budek lęgowych dla ptaków Asocjacja Promotorów Radosnego Ptaka.

## Nagrody i odznaczenia
W 2009 roku został odznaczony Srebrnym Krzyżem Zasługi.
Laureat plebiscytu Człowiek Roku 2011 Gazety Krakowskiej za stworzenie Biblioteki Polskiej Piosenki i organizowanie w Krakowie Lekcji Śpiewania oraz akcji społecznej Radni dla Bezradnych.
W 2013 otrzymał odznaczenie Honoris Gratia od Prezydenta Krakowa.